# تمالوكت (تملوكت)
تمالوكت هي إحدى مشيخات المملكة المغربية، تتبع جغرافيا لإقليم تارودانت وإداريًا لتملوكت. يقدر عدد سكانها بـ 2779 نسمة حسب الإحصاء الرسمي للسكان والسكنى لسنة 2004.